# بوب ساندبرغ
بوب ساندبرغ (بالإنجليزية: Bob Sandberg)‏ هو لاعب كرة القدم الكندية أمريكي، ولد في 10 يناير 1922 في رايز ليك في الولايات المتحدة، وتوفي في 8 مايو 2015 في سانت كلاود في الولايات المتحدة.